# Асим Ферхатович-Хасе (стадион)
Олимпийский стадион «Асим Ферхатович-Хасе» (босн. и хорв. Olimpijski stadion Asim Ferhatović - Hase, серб. Олимпиjски стадион Асим Ферхатовић Хасе), ранее известный как Олимпийский стадион (босн. и хорв. Olimpijski stadion, серб. Олимпиjски стадион) и Стадион Кошево (босн. и хорв. Koševo, серб. Кошево) — крупнейший стадион Боснии и Герцеговины, на котором проходила церемония открытия XIV зимних Олимпийских игр.

## История
Стадион был построен после окончания Второй мировой войны в 1947 году, через 3 года прошла официальная церемония открытия стадиона (когда были завершены работы по укладке газона). В 1954 году на стадионе сыграли футбольный матч сборные Югославии и Турции.
В 1966 году на стадионе прошли соревнования по лёгкой атлетике среди стран Балканского полуострова. Специально для этого было построено новое здание для администрации стадиона, а также открыт небольшой ресторан для туристов. Также на стадионе была установлена новая система освещения. К 1984 году стадион был кардинально реконструирован, чтобы принять некоторые соревнования, а также церемонию открытия Зимних Олимпийских игр 1984 года.
Несмотря на Боснийскую войну и последовавшие разрушения, в 1996 году стадион начали восстанавливать. К 1998 году реконструкция была завершена, по итогам которой вместимость стадиона составила 37 500 человек. Старые скамьи были убраны в целях безопасности, вместо них были установлены индивидуальные пластиковые сидения. В июле 2004 года стадиону было присвоено имя известного футболиста, нападающего ФК «Сараево» Асима Ферхатовича. Текущая вместимость стадиона — 37 500 человек, на концертах стадион позволяет принять до 80 тысяч человек.
На стадионе играет ФК «Сараево», также его часто использует и национальная сборная по футболу. Рекорд посещаемости был установлен во время чемпионата страны по футболу 1981/82, когда на игру клубов «Сараево» и «Железничар» пришли более 60 тысяч человек.

## Концерты
- Здравко Чолич — 7 сентября 1978 (Putujući zemljotres Tour)
- U2 — 23 сентября 1997 (PopMart Tour)
- Дино Мерлин — 31 июля 2000 (гости: Ади Луковац & Ornamenti, Ивана Банфич, Амир Беланович Тула, Миро Асотич)
- Дино Мерлин — 31 июля 2004 (гости: Желько Йоксимович, Ивана Банфич, Нина Бадрич, Эдо Занки, Альмир Хукелич, Гани Тамир)
- Bijelo Dugme — 15 мая 2005
- Харис Джинович — 23 июня 2007 (гости: Желько Йоксимович, Халид Бешлич, Хари Варешанович, Энис Бешлагич)
- Дино Мерлин — 19 июля 2008 (гости: Хари Варешанович, Весна Змиянац, Тони Цетински, Элдин Хусейнбегович, Ивана Банфич, Baby Dooks, Элведин Крилич)
- Hari Mata Hari — 10 августа 2009 (гости: Нина Бадрич, Дино Мерлин, Халид Бешлич, Дражен «Жера» Жерич, Элдин Хусейнбегович)
- Желько Йоксимович — 12 июня 2010 (гости: Халид Бешлич, Хари Варешанович, Елена Томашевич)
- Здравко Чолич — 31 июля 2010 (Kad pogledaš me preko ramena, гости: Дино Мерлин, Никша Братош)